# Деменковець Едуард Іванович
Едуард Іванович Деменковець (біл. Эдуард Іванавіч Дземенкавец; нар. 1 травня 1968, Вітебськ, Білоруська РСР) — білоруський футболіст і тренер. З 2022 року – головний тренер ЖФК «Гомель». Син, Кирило, також професійний футболіст.

## Клубна кар'єра
Молодіжну кар'єру провів у солігорському «Шахтарі» та московській ФШМ. В останньому з вище вказаних клубів 1985 року розпочав професійну кар'єру. З 1986 по 1988 рік грав за «Шахтар» (Солігорськ). З 1989 до 1993 року захищав кольори вітебського клубу КІМ. Сезон 1994/95 років провів у мінському «Динамо», з яким двічі вигравав чемпіонат Білорусі (1994, 1995) і один раз Кубок Білорусі (1994).
Взимку 1996 року підписав контракт із датським «Вайле», де провів сезон 1995/96 і 1996/97 років.
У 1997 року повернувся до Білорусі, де став гравцем вітебської команди «Локомотив-96». У 1998 році з ним виграв Кубок Білорусі. У цьому ж році покинув клуб. З 1999 по 2001 рік виступав у системі клубу «Гомель»: в основній групі і в дублі. 20 грудня 2000 року дорогою на відпочинок до Словаччини потрапив в автокатастрофу (вилетів автомобілем у кювет), отримав перелом стегна і провів два місяці в лікарні. Його кар'єра пішла на спад. Надалі виступав за «Ведрич-97» та ЗЛіН.
З 2004 по 2006 рік став тренером у дублі клубу «Гомель». З 2007 року був головним тренером жіночої команди клубу «Гомель-СДЮШОР-8». З 2015 до 2019 року був головним тренером жіночої збірної Білорусії з футболу. У 2019 році – головний тренер жіночої команди «Іслоч-РДУОР».

## Кар'єра в збірній
Дебютував за національну збірну Білорусі 28 жовтня 1992 року у нічийному (1:1) товариському матчі проти збірної України, цей матч є першим офіційним в історії збірної Білорусі. Усього провів за збірну 4 матчі.